# Compsobata pallipes
Compsobata pallipes is een vliegensoort uit de familie van de spillebeenvliegen (Micropezidae). De wetenschappelijke naam van de soort is voor het eerst geldig gepubliceerd in 1823 door Thomas Say.